# Benet de Núrsia

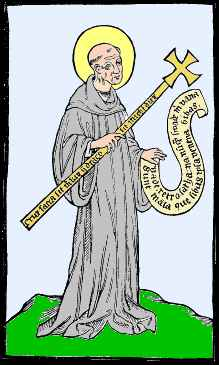
Imatge de sant Benet amb una creu (que hi ha inscrit: "Crux sacra sit mihi lux! Non-draco sit mihi dux!" ('Que la santa creu sigui la meva llum! Que el drac mai sigui el meu guia!') i un desplaçament que diu "Vade retro Satana! Nunquam suade mihi vana! Sunt mala quae libas. Ipse venena bibas! ('Vés a Satanàs! No em tempteu mai amb les vostres vanitats! La beguda que ofereixes és dolenta. Beveu-vos aquest verí!', o en breu, Vade Retro Satana que s'abreuja a la Medalla de Sant Benet.

Benet de Núrsia   (Norcia, 3 de març de 480 - abadia de Montecassino, 23 de març de 547) fou un patrici romà cristià, fundador de monestirs i autor de la Regula, que va donar origen a l'orde benedictí. Considerat com a pare del monaquisme occidental, és venerat com a sant per diverses confessions cristianes.

## Biografia
De família vulgar de la regió romana de Núrsia, nasqué cap al 480 en aquesta ciutat umbra, fill d'Anici, capità general dels romans a la regió, i de Clàudia Abondantia Reguardati, noble. Quan la mare morí, Benet i la seva germana Escolàstica foren confiats a la dida Ciril·la. A dotze anys, Benet fou enviat a estudiar lletres i potser dret a Roma, però adonant-se de la vida libidinosa dels seus companys i, en general, de la mala vida a la ciutat, l'abandonà i decidí retirar-se a fer vida eremítica per lliurar-se a Déu.
A disset anys, amb Ciril·la, es retirà a la vall de l'Aniene, prop d'Affile. Després, sol, visqué en una cova de Subiaco (prop de Tívoli), al mont Taleo (avui la cova forma part del Monestir del Sacro Speco). Hi visqué tres anys, fins a la Pasqua del 500. Llavors acceptà de guiar altres monjos, ja que havia estat elegit abat de Vicovaro. Pel rigor de la disciplina que hi va imposar, i per enveges, uns quants monjos intentaren emmetzinar-lo i Benet tornà al seu retir de Subiaco
Hi visqué durant trenta anys, predicant l'evangeli i, cada vegada més conegut a la comarca, acollint-hi els nombrosos deixebles que volien seguir-ne l'exemple. Per organitzar aquesta comunitat, creà tretze petits monestirs entorn de les ruïnes aprofitades de la vil·la imperial de Neró al costat del llac artificial que barrava l'Aniene. Cada comunitat tenia dotze monjos i un abat, tots sota la guia espiritual del mateix Benet. Tingué principalment dos deixebles, nobles romans, Maur i Plàcid que continuaren la seva tasca a Subiaco.
Entre 525 i 529, i després d'un nou intent, per part dels clergues de la zona, d'enverinament (amb un pa enverinat) i que els fossin enviades prostitutes per a temptar els monjos, Benet decidí de deixar Subiaco. Amb uns quants deixebles anà cap a Cassino, a mig camí entre Roma i Nàpols, on en un turó fundà un nou monestir, Montecassino l'any 529. Més endavant funda el monestir de Terracina i segurament un altre a Laterà.

### Montecassino i laRegula
- Article principal: Regla de Sant Benet

Els deixebles anaren augmentant i per tal d'organitzar-los escriví, cap al 540, una regla, codi fonamental de vida monàstica, després seguit o imitat per bona part dels ordes monàstics occidentals. Partia dels precedents de Joan Cassià, Basili el Gran, Pacomi d'Egipte i Cesari d'Arle, a més de la Regula magistri anònima. Amb la regla organitzà la vida quotidiana, material i espiritual, dels membres de la comunitat.
Benet visqué a Montecassino la resta de la vida, ja tingut per una persona venerable i de vida santa. El consultaven i el veneraven bisbes i abats del sud d'Itàlia per les seves grans qualitats. L'any 546 sembla que va rebre la visita del rei got Tòtila al qual reprengué durament pels estralls comesos a tot Itàlia.
Hi morí el 21 de març de 547, Dijous Sant, després de sis dies de febre, i quaranta dies després de la mort de la seva germana Escolàstica de Núrsia, amb la qual fou sebollit a Montecassino. Segons una llegenda pietosa, morí dret, sostingut per dos monjos, amb els braços aixecats i pregant, després d'haver combregat i beneint els seus monjos.

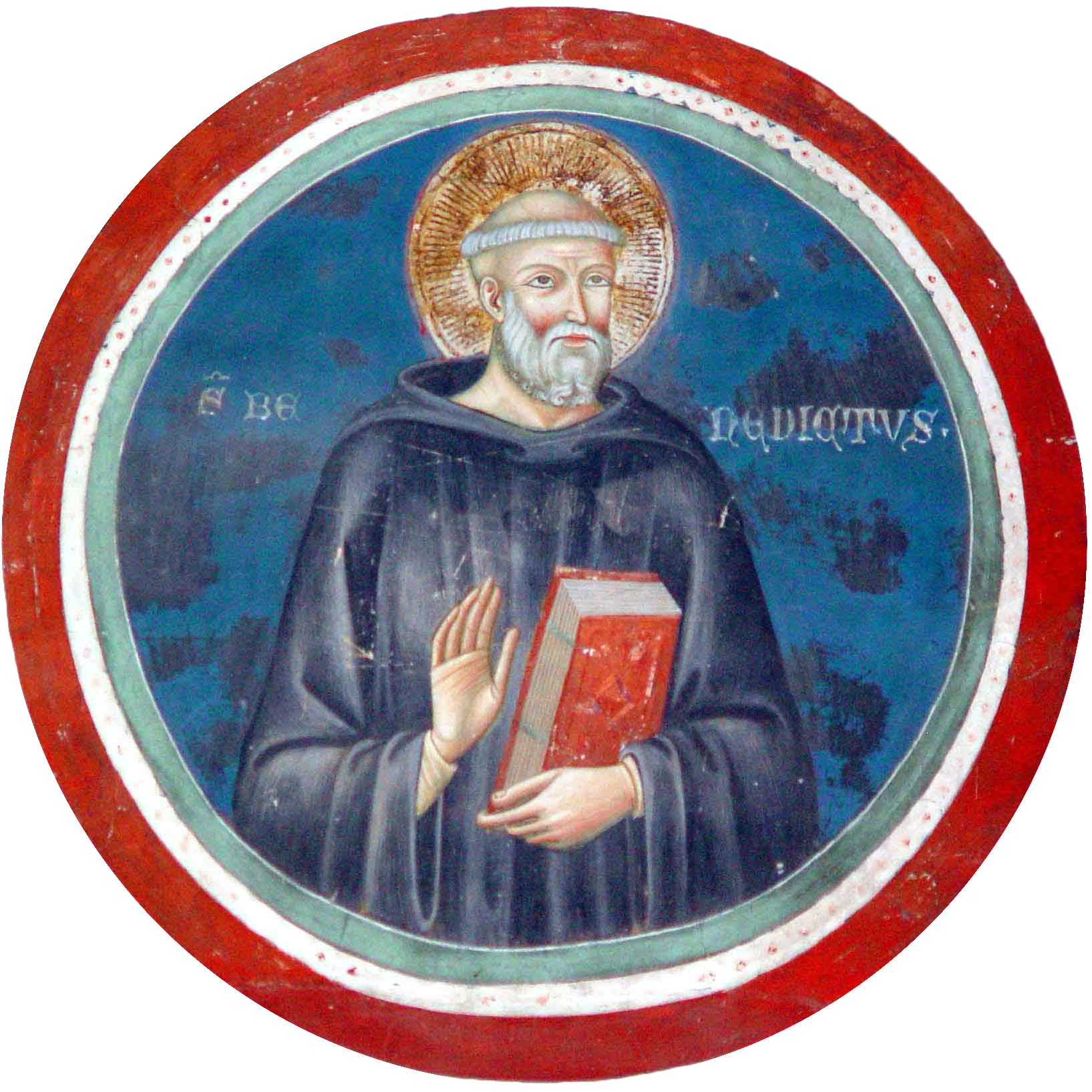
Fresc al monestir de Subiaco, per Fra Angelico
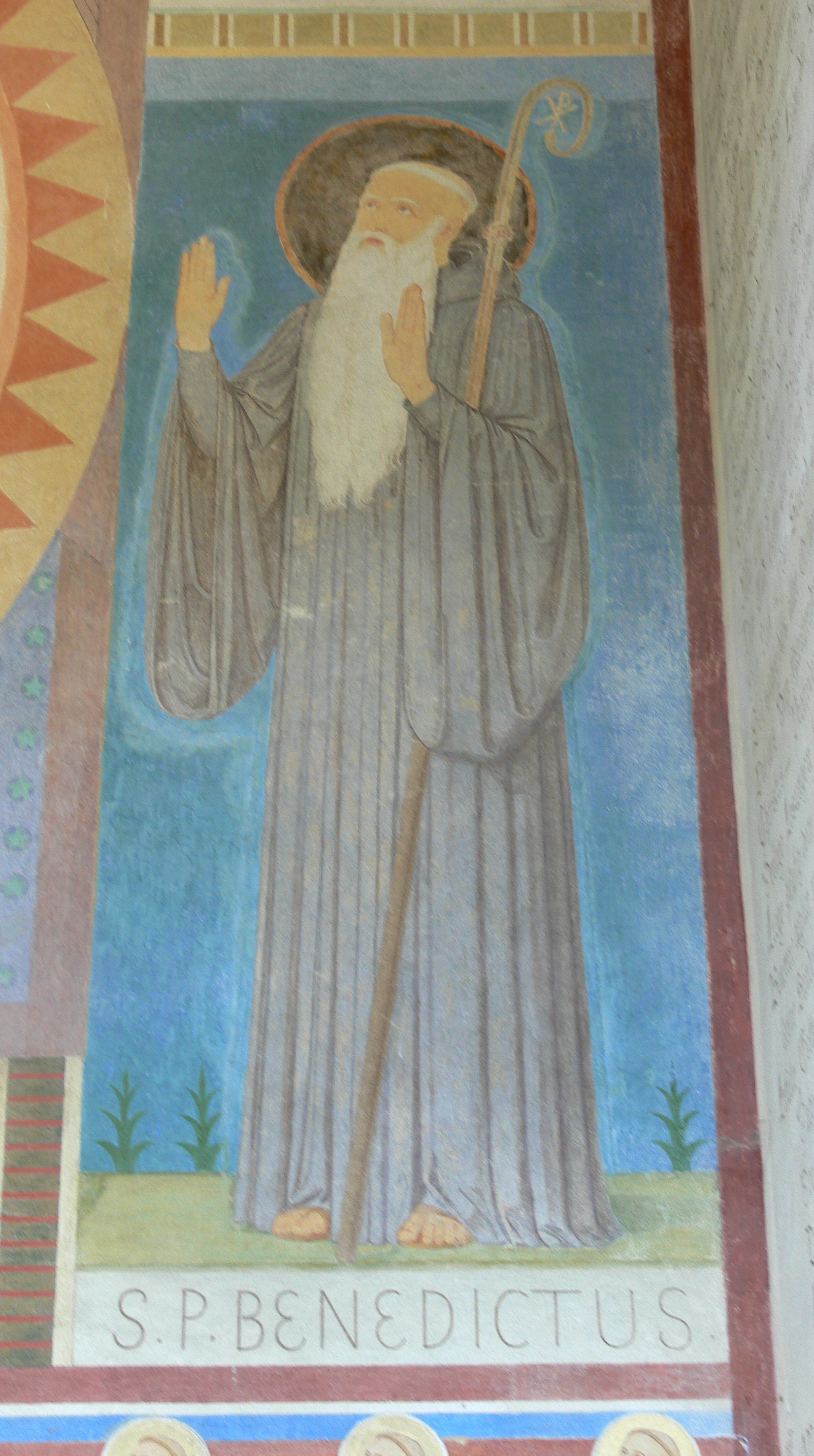
Fresc de Gabriel Wüger a Beuron, 1870
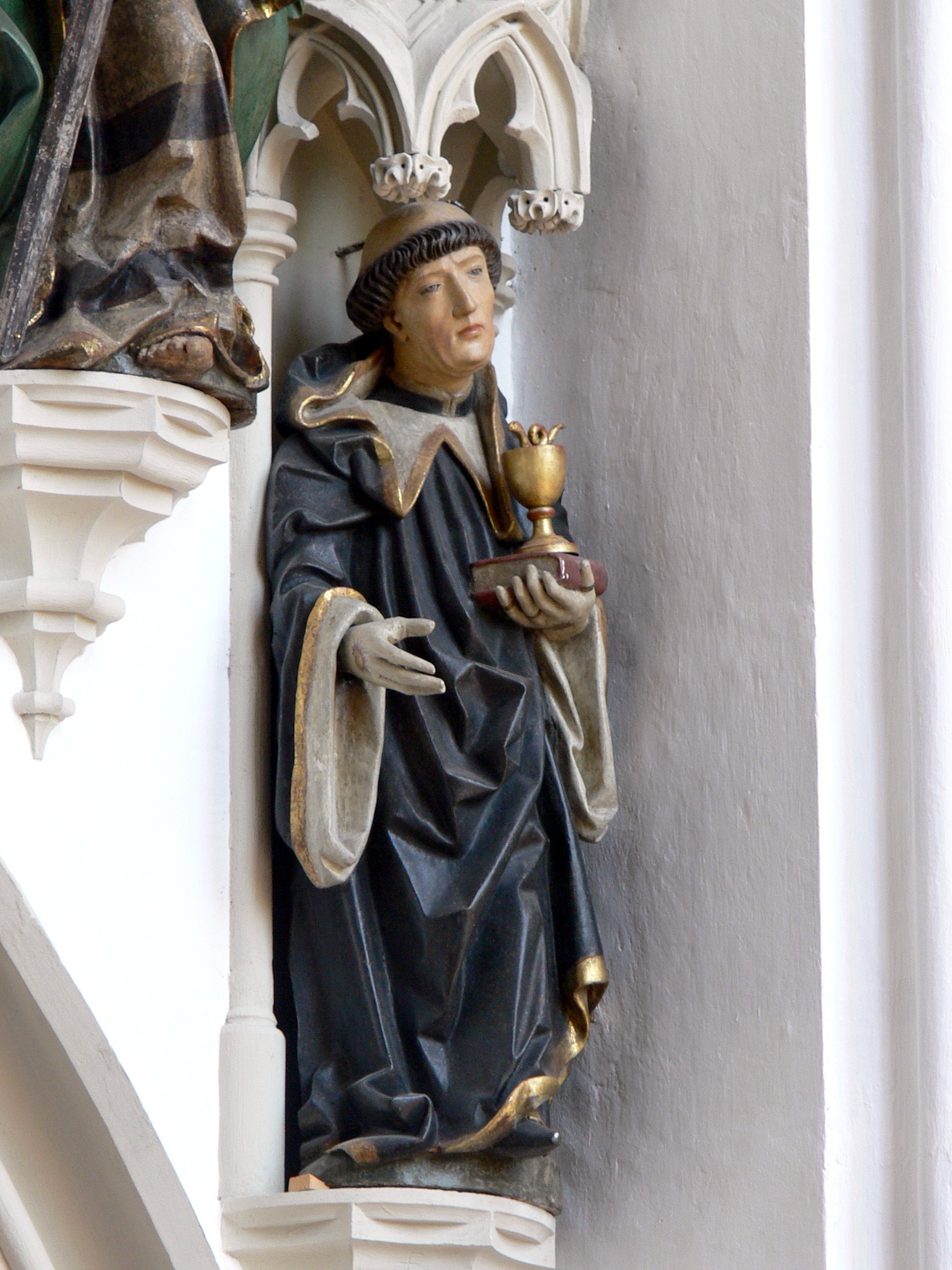
Talla del s. XV a l'església de St. Miquel de Mondsee

## Veneració
L'única biografia coneguda de Benet és la que li dedicà el papa Gregori I Magne en el llibre segon dels Diàlegs on narra molts fets meravellosos i miracles de la vida de Benet, probablement exagerats amb la intenció d'enaltir-ne la popularitat.
Venerat com a sant, la família benedictina el celebra el 21 de març, aniversari de la seva mort. L'Església catòlica romana, que fins al 1964 en feia la festa aquell dia, el celebra des de llavors el dia 11 de juliol, aniversari de la translació de les seves relíquies. Pau VI proclamà Benet com a sant patró protector d'Europa el 24 d'octubre de 1964. El 1958 havia estat declarat pare d'Europa i patró d'Occident. Joan Pau II el proclamà copatró d'Europa, amb els sants Ciril i Metodi. Els ortodoxos en celebren la festa el 14 de març (27 de març segons el calendari gregorià).

### Enterrament
Montecassino i l'Abadia de Saint-Benoît-sur-Loire (anomenada de Fleury) (Loiret) s'han disputat durant segles la possessió de les seves relíquies, a banda d'altres relíquies petites repartides en diferents esglésies europees.
Montecassino havia estat destruït pels longobards cap al 580 i restà deshabitat fins al 718. Una expedició de monjos de Fleury anà cap al 653-660 a cercar-hi les restes del sant fundador i trobaren una làpida que interpretaren que les guardava: trobaren i portaren al seu monestir les restes de dues persones que consideraren Benet i la seva germana Escolàstica. Mentre que el cos de la santa fou dipositat a Le Mans, el de Benet anà a l'abadia de Fleury, que prengué el nom de Saint-Benoît-de-Fleury. Cap al 752-754, monjos de Montecassino, ja habitat, anaren a Fleury per recuperar les restes del patró, amb l'autorització del papa Zacaries I i del rei Pipí el Breu. Segons la tradició francesa, un miracle del sant va fer que els monjos de Montecassino no se n'enduguessin més que una part petita.
El culte a Benet figura igualment al segle viii a Montecassino, i segons altres estudiosos, el cos del sant mai no deixà aquest monestir: els de Fleury se n'haurien endut unes restes equivocades, ja que el sant s'havia fet sebollir a l'altar de Sant Joan Baptista, i no al lloc on foren trobades les restes traslladades. Les excavacions efectuades a Montecassino abans del 1947 donaren per resultat la descoberta del seu sepulcre original.
Avui dia, tant Montecassino com Saint-Benoît continuen defensant que el cos del sant és al lloc respectiu.

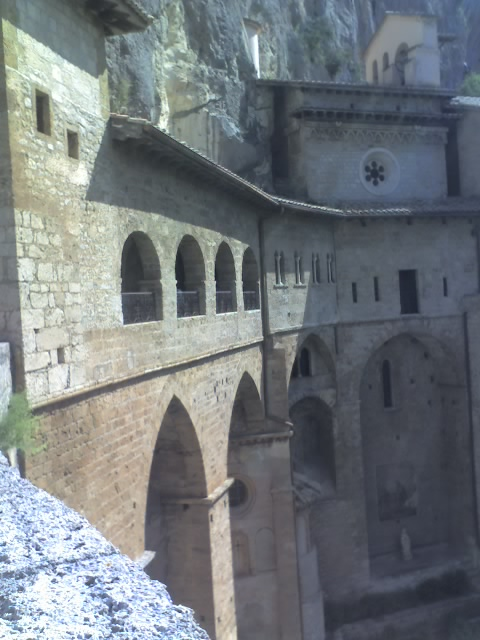
El Sacro Speco (Santa Cova) de Subiaco, on Benet va retirar-se com a eremita
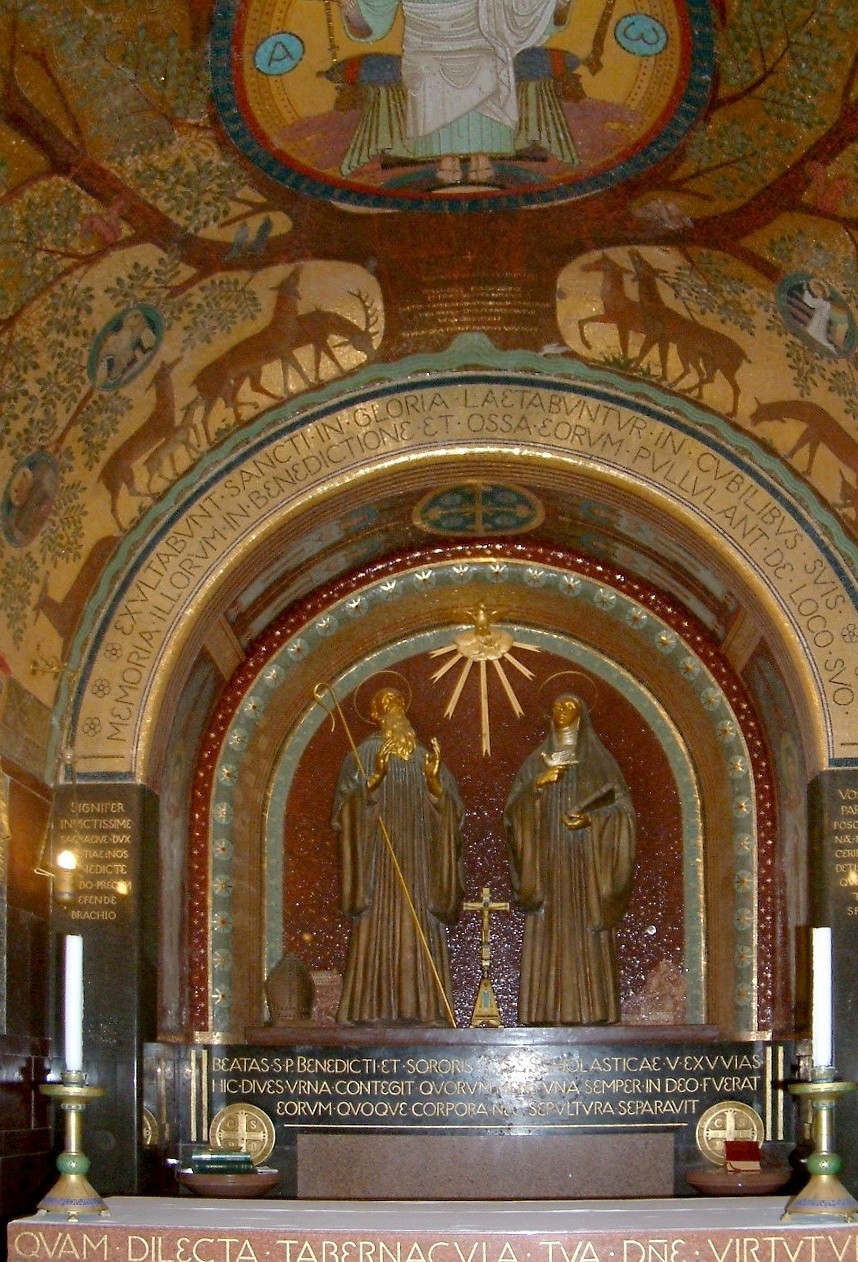
Cripta de Montecassino, amb la tomba de Sant Benet i Santa Escolàstica
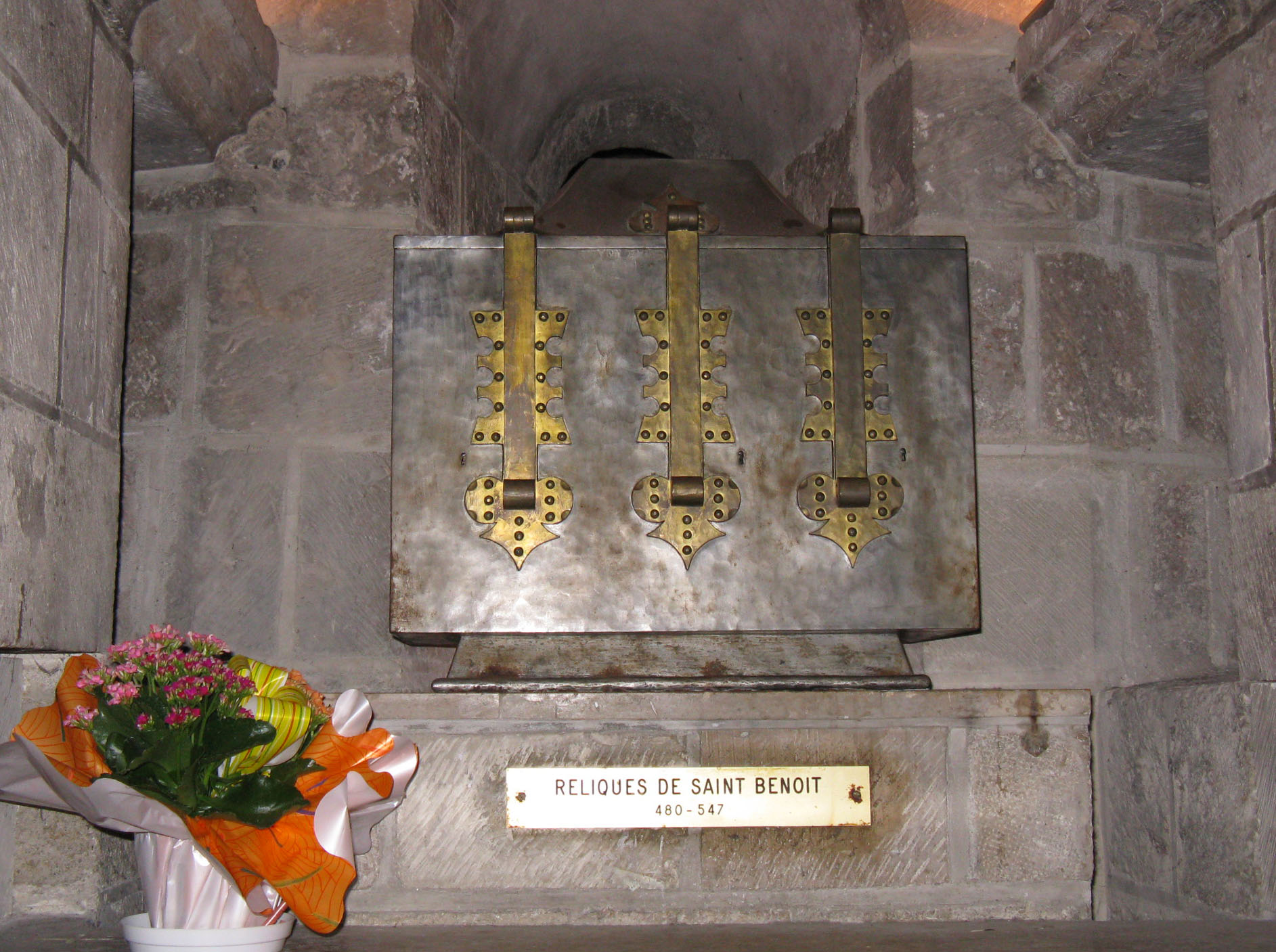
Relíquies de Sant Benet a Saint-Benoît-sur-Loire
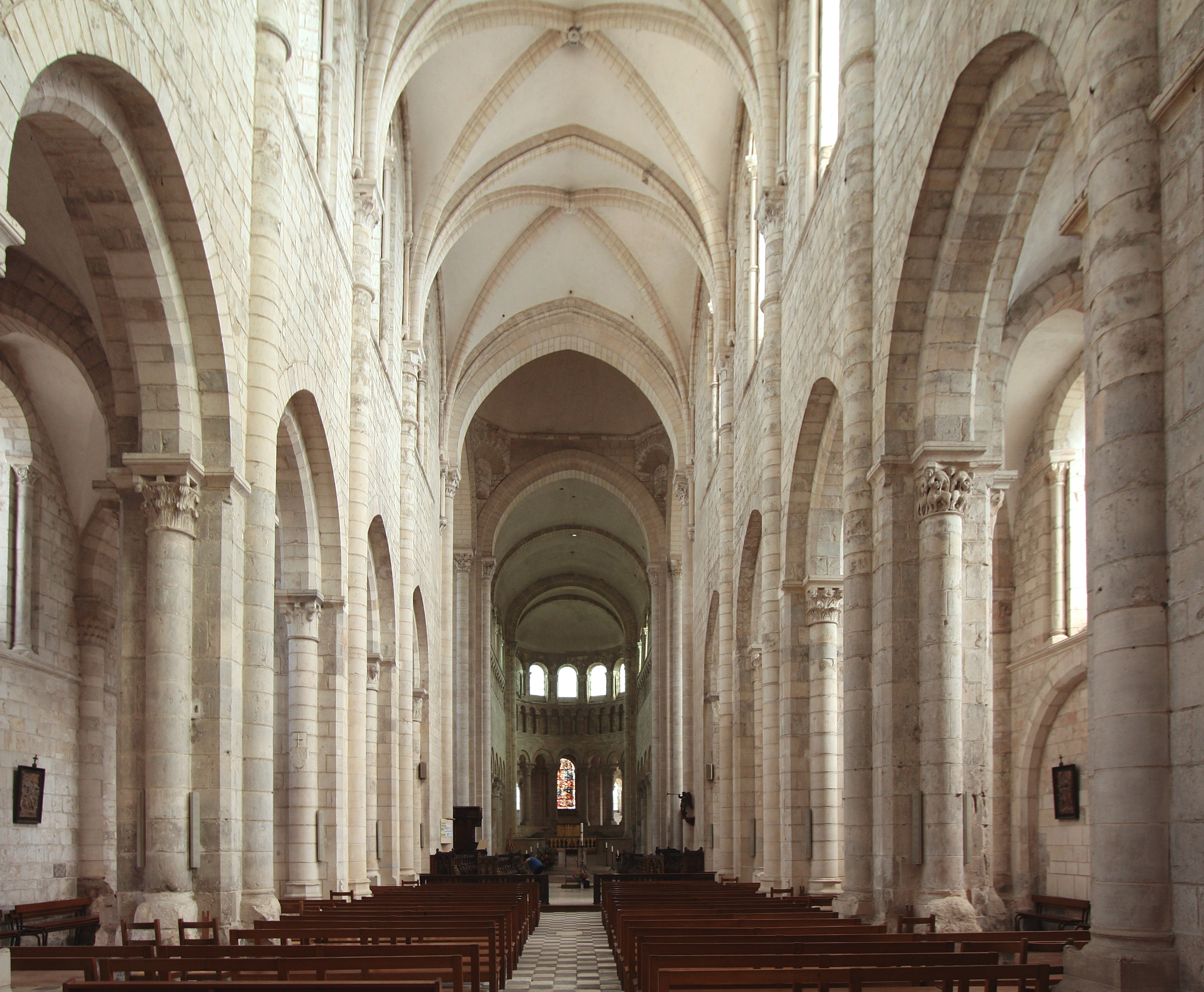
Església de l'abadia de Fleury
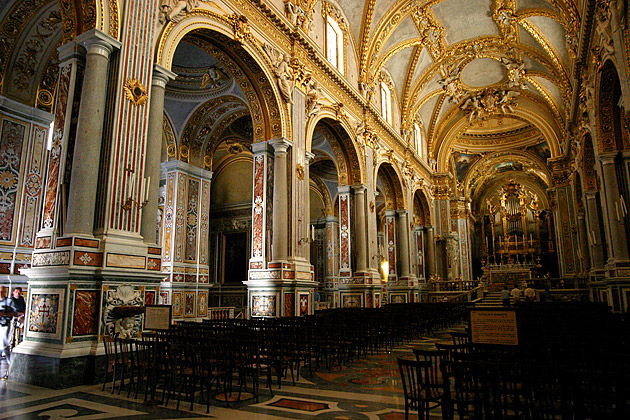
Església de Montecassino

## Medalla de Sant Benet
Aquesta medalla devocional prové originàriament d'una creu en honor a sant Benet. A un costat, la medalla té una imatge de Sant Benet, que aguanta la Santa Regla a la mà esquerra i una creu a la dreta. Hi ha un corb a un costat d'ell, amb una tassa a l'altre costat. Al voltant del marge exterior de la medalla hi ha les paraules Eius in obitu nostro praesentia muniamur ('Que ens enforteixi la seva presència a l'hora de la nostra mort'). L'altre costat de la medalla té una creu amb les inicials CSSML a la barra vertical que signifiquen Crux Sacra Sit Mihi Lux ('Que la Santa Creu sigui la meva llum') i a la barra horitzontal hi ha les inicials NDSMD que signifiquen No Draco Sit Mihi Dux ('Que el drac no sigui el meu guia'). Les inicials CSPB signifiquen Crux Sancti Patris Benedicti ('La Creu del Sant Pare Benet') i estan situades als angles interiors de la creu. O bé la inscripció PAX (Pau) o el cristograma IHS es pot trobar a la part superior de la creu en la majoria dels casos. Al voltant del marge de la medalla d'aquest costat hi ha les inicials de Vade Retro Satana VRSNSMV que signifiquen Vade Retro Satana, Nonquam Suade Mihi Vana ('Fora Satanàs, no em suggereixis les teves vanitats') i un espai seguit de les inicials SMQLIVB que significa Sunt Mala Quae Libas, Ipse Venena Bibas ('El mal són les coses que ofereixes, beu el teu verí'). Aquesta medalla es va encunyar per primera vegada l'any 1880 per commemorar el catorzè centenari del naixement de Benet i també s'anomena Medalla del Jubileu; el seu origen exacte, però, es desconeix. El 1647, durant un judici per bruixeria a Natternberg prop de l'abadia de Metten a Baviera, les dones acusades van declarar que no tenien poder sobre Metten, que estava sota la protecció de la creu. Una investigació va trobar una sèrie de creus pintades a les parets de l'abadia amb les lletres que ara es troben a les medalles de Sant Benet, però el seu significat s'havia oblidat. Finalment es va trobar un manuscrit escrit el 1415 que tenia una imatge de Benet amb un rotllo a una mà i un bastó que acabava en creu a l'altra. Al rotlle i al bàcul estaven escrites les paraules completes de les inicials contingudes a les creus. Aleshores es van començar a conquerir medalles a Alemanya, que després es van estendre per Europa. Aquesta medalla va ser aprovada per primera vegada pel Papa Benet XIV en els seus escrits de 23 de desembre de 1741 i 12 de març de 1742.
Benet també ha estat el motiu de moltes monedes de col·leccionista arreu del món.

## Influència
La primera edat mitjana s'ha anomenat els segles benedictins. L'abril de 2008, el Papa Benet XVI va discutir la influència de Sant Benet a l'Europa occidental. El papa va dir que amb la seva vida i obra sant Benet va exercir una influència fonamental en el desenvolupament de la civilització i la cultura europees i va ajudar Europa a sortir de la "nit fosca de la història" que va seguir la caiguda de l'Imperi romà.
Benet va contribuir més que ningú a l'ascens del monaquisme a Occident. La seva Regla va ser el document fundacional de milers de comunitats religioses a l'edat mitjana. Fins als nostres dies, La Regla de Sant Benet és la Regla més comuna i influent utilitzada per monestirs i monjos, més de 1.400 anys després de la seva redacció.
El 1400 es va construir una basílica sobre el lloc de naixement de Benet i Escolàstica. Les ruïnes de la seva casa familiar van ser excavades a sota de l'església i conservades. El terratrèmol del 30 d'octubre de 2016 va devastar completament l'estructura de la basílica, deixant només la façana frontal i l'altar en peu.

## Iconografia
Obres:
- Imatge que presideix el retaule de Sant Anton i Santa Clara, d'Andreu Sala, 1686 (Església de Sant Vicenç de Sarrià)
- Escultura de Domènec Fita a l'abadia de Montserrat (1962)
- Pintura de Montserrat Gudiol a l'abadia de Montserrat (1980)

## Galeria

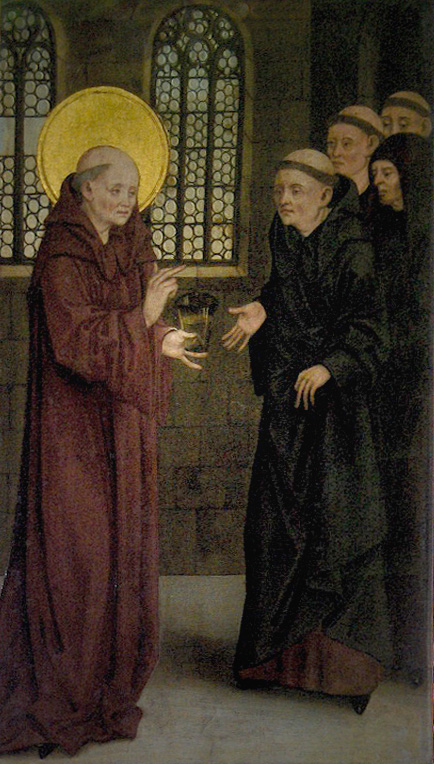
Saint Benedict and the cup of poison (Abadia de Melk, Àustria)
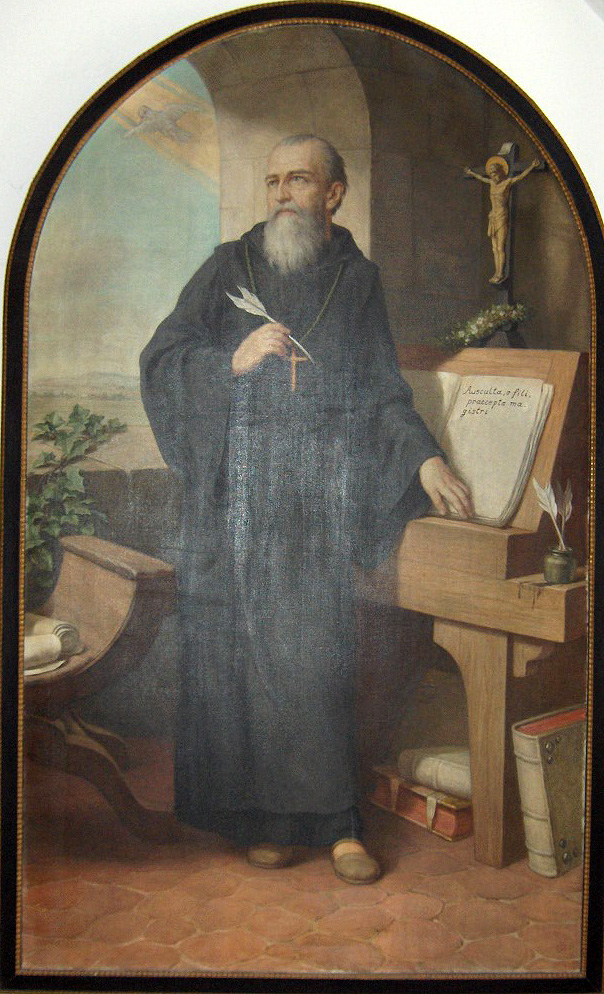
Retrat (1926) de Herman Nieg (1849–1928); Abadia de Heiligenkreuz, Àustria
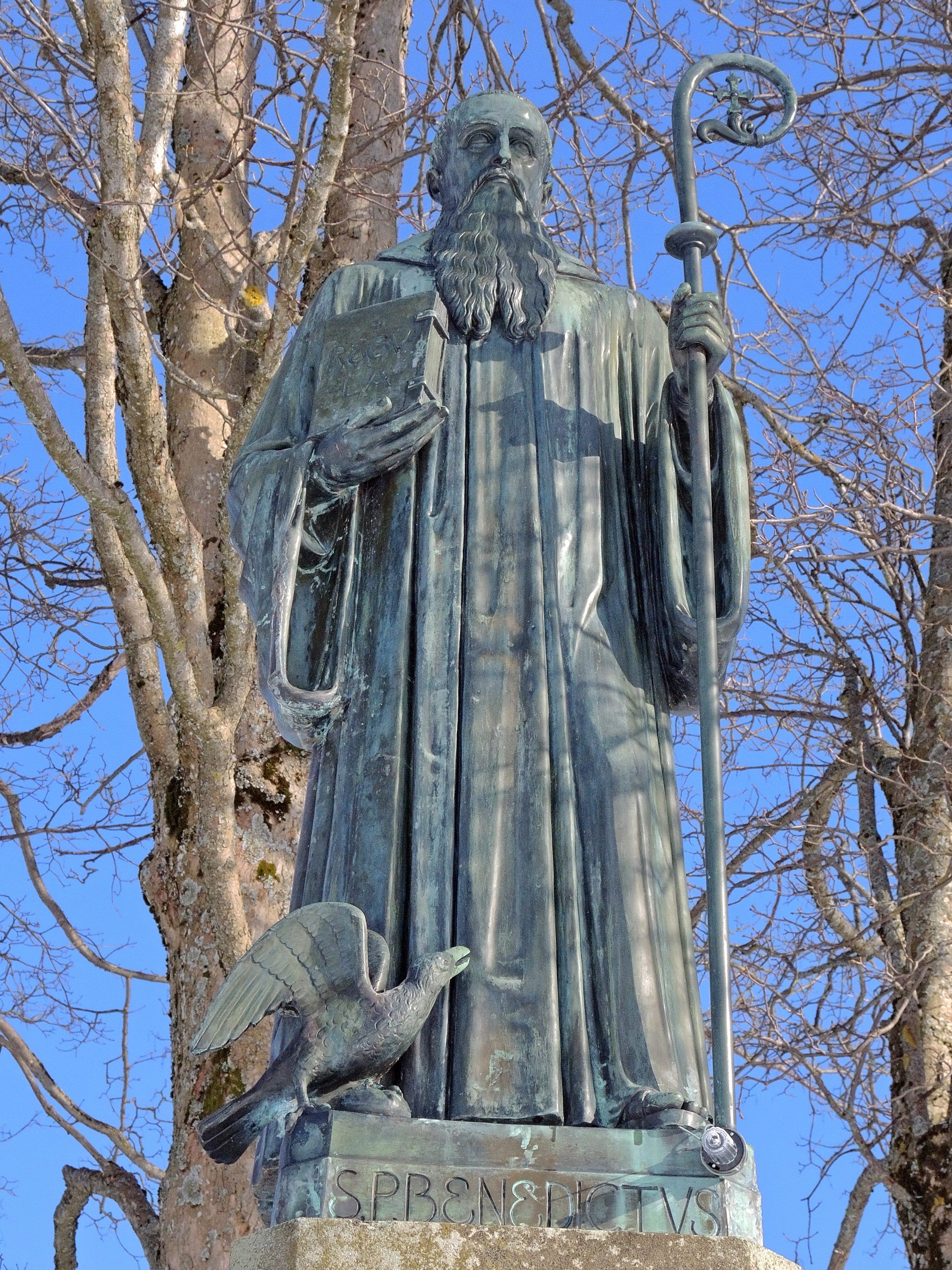
Estàtua a Einsiedeln, Suïssa
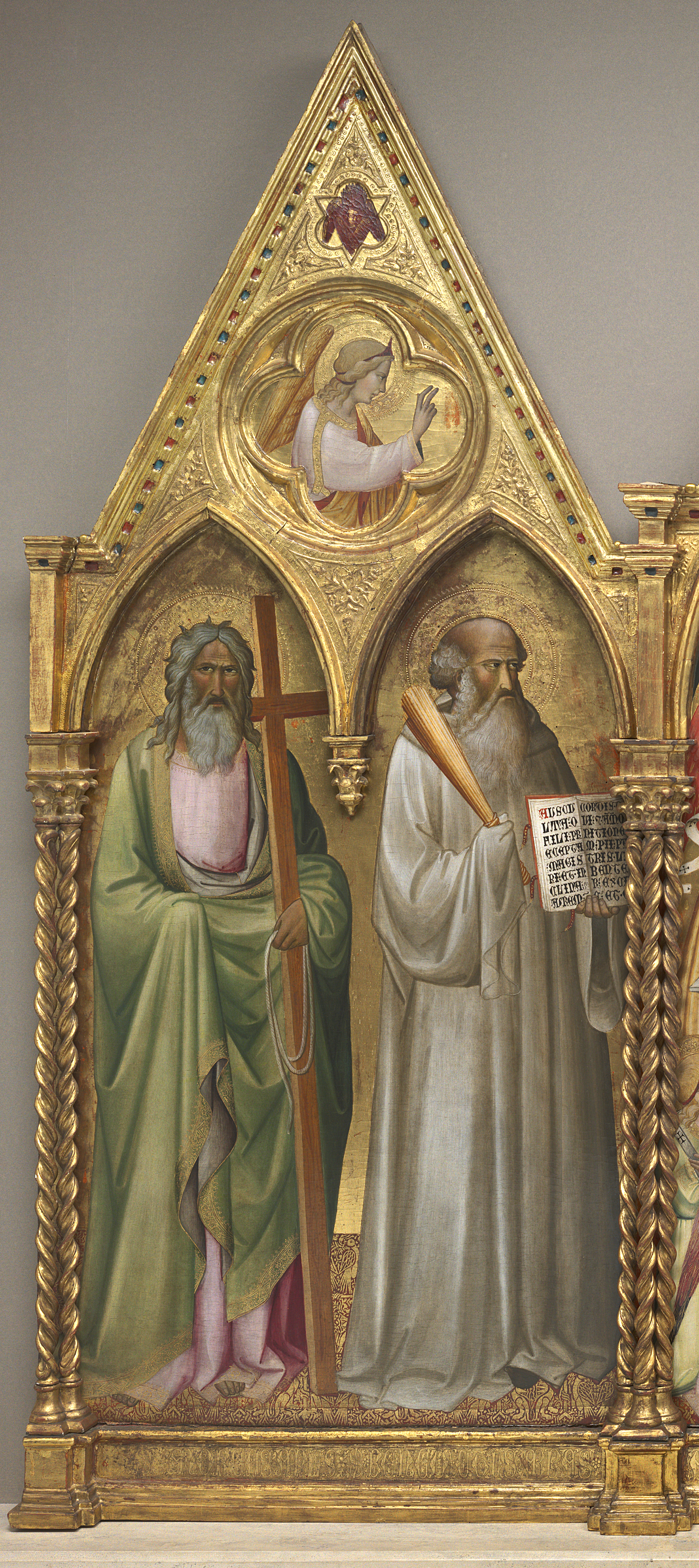
Benet sostenint un paquet de pals lligats que representen la força dels monjos que viuen en comunitat
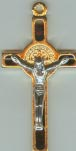
Crucifix de Sant Benet petit de color daurat
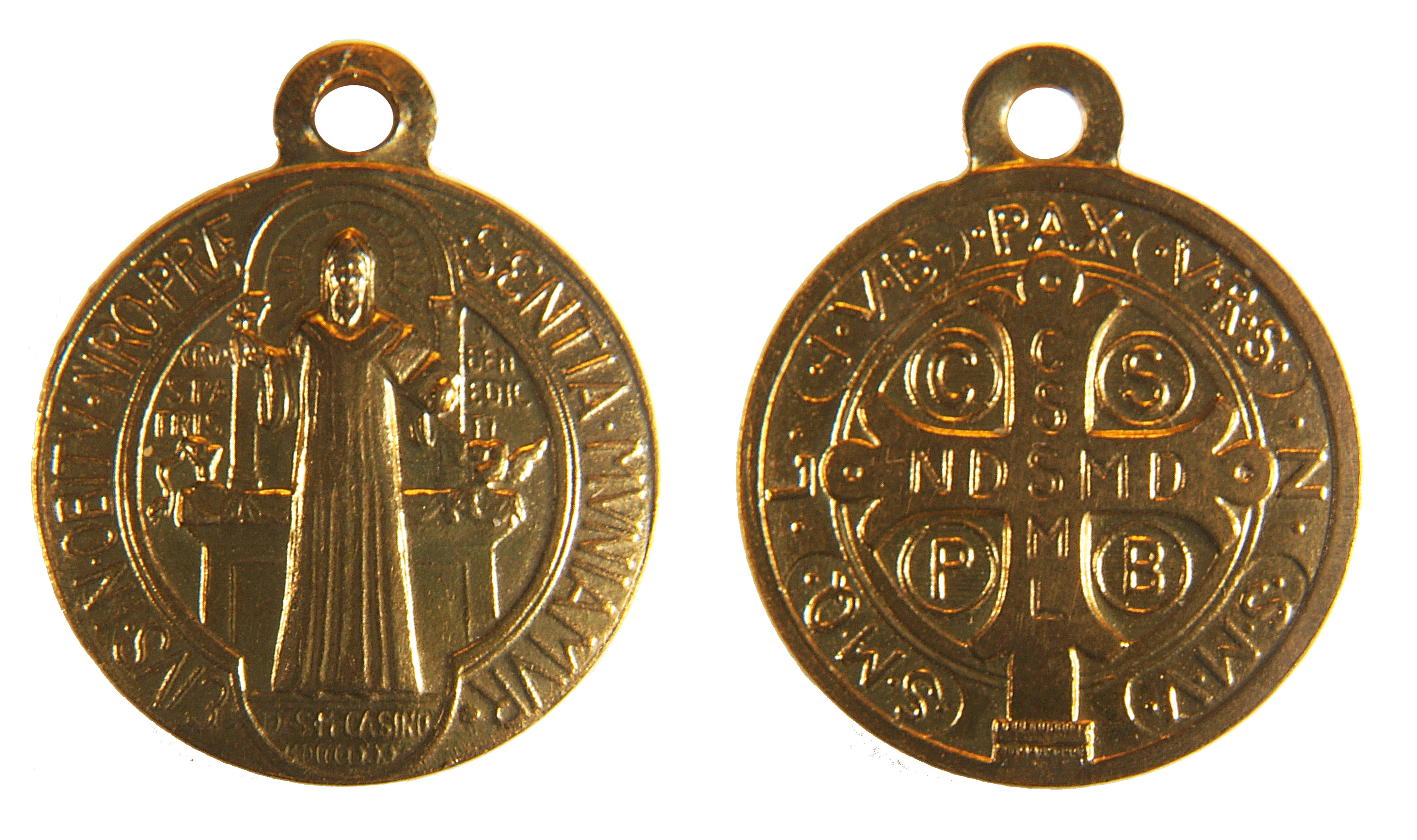
Les dues cares d'una Medalla de Sant Benet